# Centrale elettrica fotovoltaica

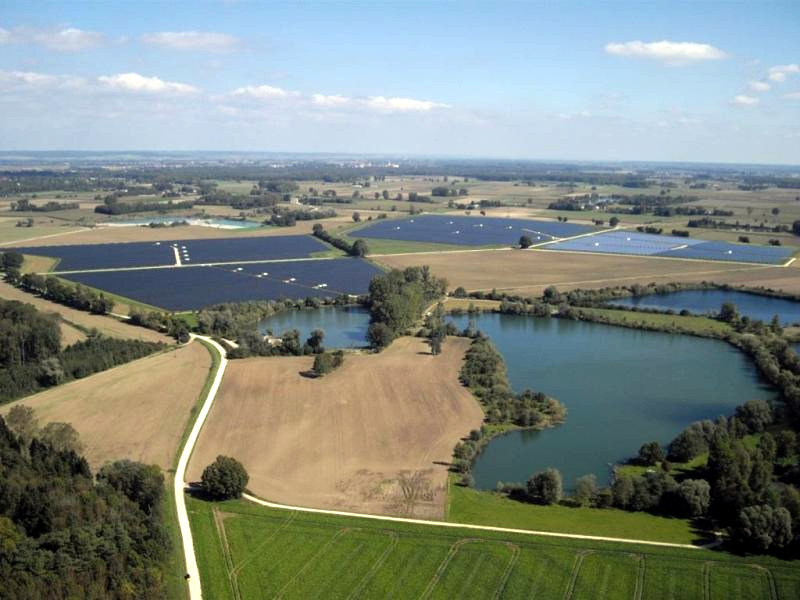
Lauingen Energy Park in distretto di Svevia, di 25.7 MW

Una centrale fotovoltaica, anche parco solare, è un impianto fotovoltaico di grossa dimensione, progettato per la cessione della sua produzione alla rete elettrica. È anche riferito come una fattoria solare, specialmente se situata in aree agricole.

## Funzionalità fotovoltaiche
La generalità dei parchi solari sono posti a terra (denominati quindi con la descrizione di impianti a terra). Essi possono essere ad installazione con orientamento fisso oppure ad inseguimento solare, ad uno o due assi. L'inseguimento solare migliora la prestazioni complessive, ma aumenta anche il costo di installazione e manutenzione.
Una differenza sostanziale distingue i parchi solari dagli altri tipi di sistemi fotovoltaici: la presenza dei potenti trasformatori elevatori di tensione. La questione sta nella elevata quantità di energia in uscita da una centrale elettrica che deve essere trasferita ad una certa distanza. La soluzione tecnologicamente trovata nell'ultimo secolo è quella della trasmissione in corrente alternata ad alte ed altissime tensioni (AT e AAT); o, solo per potenze modeste, a media tensione (MT). I generatori, tipicamente, non arrivano a tensioni così alte, e quindi, è parte integrante di una centrale elettrica convenzionale un trasformatore di potenza elevatore di tensione.
Perciò, una suddivisione a blocchi di una centrale elettrica può essere quella di:
- un primo blocco che converte una qualche fonte di energia in una forma utilizzabile dal generatore elettrico in corrente alternata che segue nel blocco successivo
- un secondo blocco che converte la forma di energia proveniente dal primo blocco in corrente alternata, ad esempio, il cosiddetto generatore elettrico
- un terzo blocco che innalza la tensione della corrente alternata generata a valori ottimali per un più efficiente trasporto (trasmissione) a distanza

Nel caso di un parco solare, il singolo elemento del primo blocco è costituito da un gruppo di moduli fotovoltaici collegati in serie che corrisponde, nel caso di una centrale termoelettrica all'insieme delle caldaie, generatori di vapore e turbine a vapore, od in una centrale idroelettrica, alla turbina idraulica.
Il secondo blocco consiste nell'inverter, che, oltre a convertire l'apporto dal primo blocco, ovvero di ogni stringa, da corrente continua in corrente alternata, la regola e sincronizza come richiesto dalla rete. Infatti l'uscita di una stringa di moduli fotovoltaici non è utilizzabile dal terzo blocco, se prima non si opera tale conversione e regolazione. Così avviene anche nelle centrale termoelettrica o idroelettrica, ove in questo caso l'apporto dal primo blocco è energia meccanica che viene convertita da un generatore in energia elettrica alternata. Gli inverter utilizzati nei parchi solari sono del tipo MPPT (Maximum power point tracking, ovvero Inseguimento del Punto di Massimo [trasferimento di] Energia), che operano con la migliore efficienza. Il problema indirizzato dagli MPPT è che l'efficienza del trasferimento di energia dalla cella solare dipende sia dalla intensità solare che dalle caratteristiche elettriche del carico. Al variare della intensità della radiazione solare, la caratteristica del carico che dà il più alto trasferimento di energia cambia, così che l'efficienza del sistema viene ottimizzata. Questa caratteristica del carico è il MPP (Maximum power point, ovvero Punto di Massimo [trasferimento di] Energia). Gli inverter MPPT non fanno altro che inseguire il punto MPP nelle sue variazioni durante le ore di funzionamento dell'impianto.
Il terzo blocco, elemento distintivo delle centrali elettriche di potenza, è il trasformatore elevatore di potenza, comune a tutte le centrali elettriche di tipo industriale. Una centrale elettrica in genere ha almeno due trasformatori elevatori di potenza, in modo che in caso di guasto, uno dei due possa continuare a trasmettere energia.
In base a questa schematizzazione a blocchi, possiamo classificare un impianto fotovoltaico come centrale elettrica fotovoltaica, ovvero un parco solare, piuttosto che come impianto fotovoltaico minore, in base alla presenza o meno del trasformatore elevatore di tensione.
Ciò che è caratteristico di questa suddivisione a blocchi è la quantificazione di una potenza lorda verso una potenza netta. La potenza lorda è quella totale generata nella conversione dall'energia primaria ad energia elettrica. La potenza netta è invece la potenza a disposizione in uscita dalla centrale elettrica, a disposizione della rete elettrica. In un parco solare, la potenza lorda è quella ottenuta sommando la potenza di tutti i moduli fotovoltaici, che in genere coincide con la potenza di picco, ovvero la potenza in corrente continua, indicata con WCC ed i suoi multipli (MWCC, etc.). La potenza netta invece spesso si identifica con la potenza in corrente alternata, in uscita dagli inverter, indicata con WCA, ovvero in uscita dai trasformatori di potenza. Considerata l'elevata efficienza dei trasformatori di potenza, la differenza tra potenza netta e potenza in corrente alternata è solo intorno al 2%. Più significativa è la perdita di energia sull'inverter, che si limita a fatica al 2%, ma in genere è più alta. Tra le cause di perdite di energia abbiamo: perdite a causa della resistenza elettrica dei cavi, disadattamento delle impedenze, cadute di tensione lungo i cavi, inefficienze di conversione ed altre perdite parassitiche.
In un parco solare, possiamo affermare che l'insieme di una o più stringhe fotovoltaiche collegate ad un inverter costituiscono un elemento generatore, nel senso significato dalle aziende elettriche nella centrale elettrica.